# Christian (album)
Christian è un album di Christian del 1983.
L'album è stato pubblicato dalla casa discografica PolyGram. La produzione è di Aldo Tirone. La produzione artistica, la direzione d'orchestra e gli arrangiamenti sono di Alberto Baldan Bembo, la coordinazione artistica di Michele Muti.

## Tracce
1. Innamorata
2. Abbracciami amore mio
3. Nostalgia
4. Solo tu
5. E mentre il giorno va
6. Dipenderà da noi
7. Volare via
8. Quando nasce un amore
9. Come se io fossi lì
10. Lo so che è stato amore